# WRNS
WRNS er en forkortelse for Women's Royal Navy Service, den engelske flådes kvindelige hjælpekorps. Medlemmerne af dette korps blev kaldt wrens (der egentlig betyder gærdesmutter). Korpset havde sin storhedstid under anden verdenskrig og blev nedlagt i 1993.
| Militær | Spire Denne artikel om militær er en spire som bør udbygges. Du er velkommen til at hjælpe Wikipedia ved at udvide den. |